# Biển Chukotka

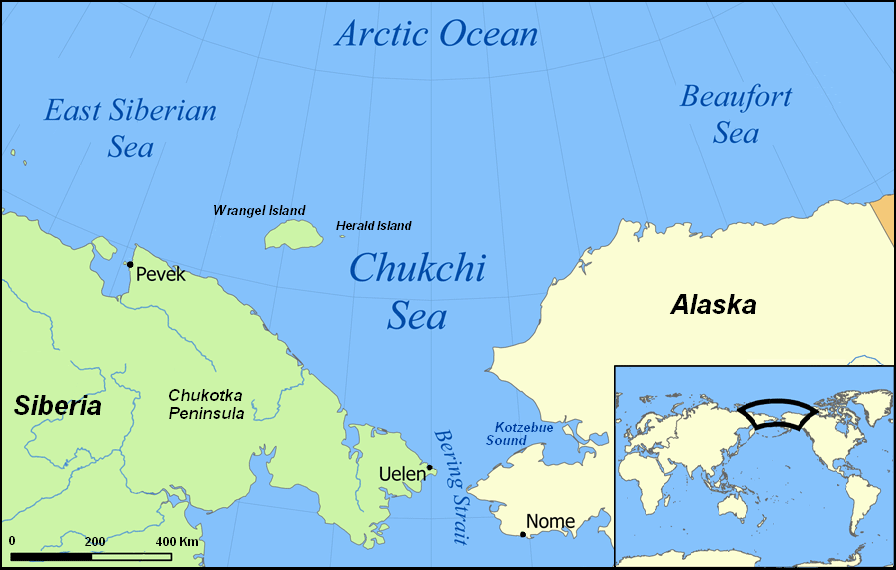
Bản đồ biển Chukotka (biển Chukchi).

Biển Chukotka hay biển Chukotskoye (tiếng Nga: Чукотское море) hoặc biển Chukchi là một biển trên thềm lục địa (biển ven bờ) trong Bắc Băng Dương. Nó có ranh giới về phía tây là eo biển De Long, chia tách đảo Wrangel ra khỏi châu Á đại lục, và về phía đông là mũi Barrow, Alaska. Vượt qua mũi đất này là các vùng nước của biển Beaufort. Eo biển Bering tạo thành giới hạn phía nam của biển Chukotka và nối nó với biển Bering trong Thái Bình Dương.
Hải cảng chính trên biển Chukotka là Uelen.
Đường đổi ngày quốc tế vượt qua biển Chukotka theo hướng tây bắc-đông nam. Nó phải dịch chuyển về hướng đông để tránh gây phức tạp hóa về giờ giấc cho đảo Wrangel cũng như khu tự trị Chukotka thuộc phần đại lục của Nga.

## Địa lý

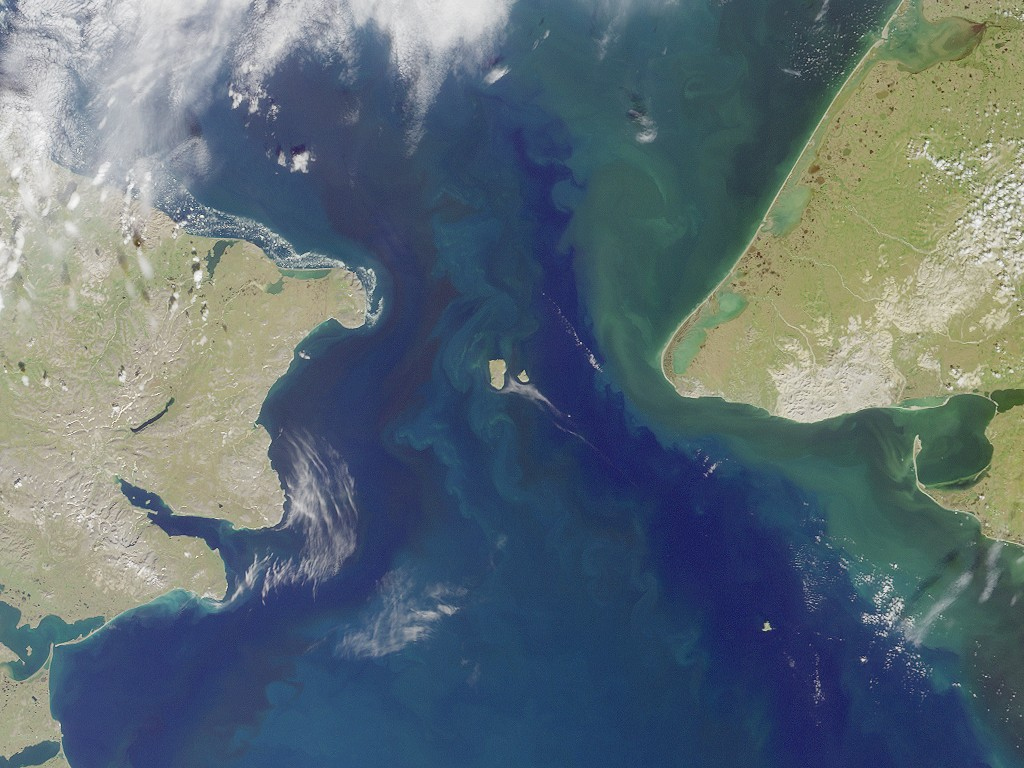
HÌnh chụp từ vệ tinh của eo biển Bering

Biển Chukotka có diện tích khoảng 595.000 km² (230.000 dặm Anh²) và chỉ có thể phục vụ cho giao thông đường biển trong khoảng 4 tháng mỗi năm. Đặc trưng địa chất chính của đáy biển Chukotka là bồn địa Hope dài khoảng 700 km, nối liền về phía đông bắc với vòng cung Herald. Độ sâu nhỏ hơn 50 m (164 ft) bao phủ khoảng 56% tổng diện tích của biển này.
Tên gọi biển Chukchi là đặt theo người Chukchi, những cư dân sinh sống trên bờ biển này cũng như trên bán đảo Chukotka. Người Chukchi sinh sống bằng nghề đánh bắt cá, săn cá voi và moóc trong vùng biển lạnh này.
Tại Alaska, các con sông đổ vào biển Chukotka là Kivalina, Kobuk, Kokolik, Kukpowruk, Kukpuk, Noatak, Utukok, Pitmegea và Wulik, trong số nhiều sông suối khác. Các sông đổ vào biển Chukotka trên phía Siberi của nó có Amguyema, Ioniveyem và Chegitun là các sông quan trọng nhất.
Biển Chukotka có rất ít đảo khi so sánh với các biển khác ở vùng Bắc cực. Không có đảo nào ở đoạn giữa của nó và chỉ có một lượng nhỏ các đảo dọc theo bờ biển phần thuộc vùng Siberi.

## Lịch sử
Vào ngày 28 tháng 9 năm 1878, trong thời gian diễn ra chuyến thám hiểm của Adolf Erik Nordenskiöld để lần đầu tiên trong lịch sử con người đã vượt qua toàn bộ chiều dài của hành lang Đông Bắc, tàu thủy động cơ hơi nước Vega bị mắc kẹt trong lớp băng dày của biển Chukotka. Do việc đi tiếp trong khoảng thời gian còn lại của năm là không thể, nên tàu này đã bị giam hãm trong các tháng mùa đông. Mặc dù vậy, nhưng các thành viên của đoàn thám hiểm và thủy thủ đoàn đã nhận thấy rằng chỉ vài dặm nằm giữa khoảng biển bị băng ngăn chặn với vùng biển khơi. Năm tiếp theo, chỉ 2 ngày sau khi tàu Vega được giải thoát, nó đã vượt qua eo biển Bering và tiến về hướng Thái Bình Dương.
Năm 1913, tàu Karluk, bị Vilhjalmur Stefansson, người chỉ huy đoàn thám hiểm bỏ rơi, đã trôi dạt theo băng dọc theo phần mở rộng về hướng bắc của biển Chukotka và bị chìm do bị băng ép gần đảo Herald. Những người sống sót dạt vào đảo Wrangel nhưng họ ở trong tình trạng vô vọng. Sau đó thuyền trưởng Robert Bartlett đã đi bộ hàng trăm kilômét cùng Kataktovik, một người đàn ông của tộc người Inuit, trên băng của biển Chukotka để tìm kiếm sự cứu giúp. Họ đến được mũi Vankarem trên bờ biển Chukotka vào ngày 15 tháng 4 năm 1914. Mười hai người còn sống sót của chuyến thám hiểm xấu số đã được tìm thấy trên đảo Wrangel 9 tháng sau đó bởi King & Winge, một tàu đánh cá dạng thuyền buồm dọc mới đóng.
Năm 1933, tàu động cơ hơi nước Chelyuskin đã chạy từ Murmansk về hướng đông nhằm cố gắng quá cảnh qua lộ trình hàng hải phương Bắc sang Thái Bình Dương, nhằm chứng minh rằng sự quá cảnh như vậy có thể đạt được chỉ trong một mùa. Con tàu này bị băng dày bao vây tại biển Chukotka, và sau khi trôi dạt cùng băng trong vòng trên 2 tháng, đã bị ép và chìm vào ngày 13 tháng 2 năm 1934 gần đảo Kolyuchin. Trừ một trường hợp tử vong, toàn bộ đoàn 104 người đã kịp thời dựng lều trại trên mặt biển băng. Chính quyền Liên Xô khi đó đã tổ chức một cuộc di tản bằng đường hàng không đầy ấn tượng, và tất cả đã được cứu sống. Thuyền trưởng V. I. Voronin (1890-1952) và chỉ huy đoàn thám hiểm Otto Yulievich Schmidt (1891-1956) được phong anh hùng.
Sau một số cố gắng không thành công, chiếc tàu bị chìm này đã được xác định vị trí trên đáy biển Chukotka bởi đoàn thám hiểm Nga, Chelyuskin-70, vào giữa tháng 9 năm 2006. Hai bộ phận nhỏ của siêu cấu trúc của con tàu đã được các thợ lặn tìm lại được và gửi cho công ty sản xuất con tàu là Burmeister & Wain ở Copenhagen để xác định.